# Nansenia obscura
Nansenia obscura is een straalvinnige vissensoort uit de familie van kleinbekken (Microstomatidae). De wetenschappelijke naam van de soort is voor het eerst geldig gepubliceerd in 1992 door Kobyliansky & Usachev.